# Jan-Åke Gustafsson

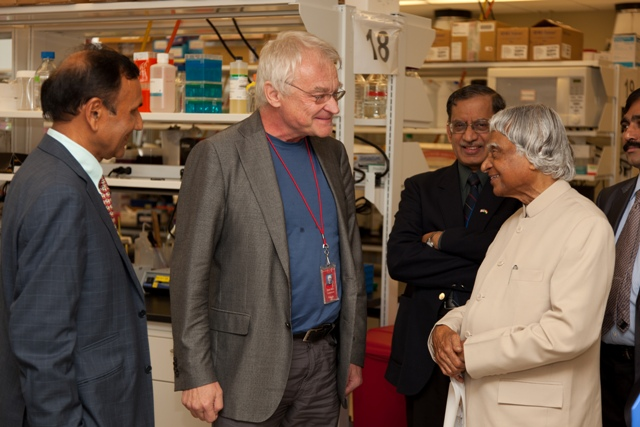
Jan-Åke Gustafsson möter 2011 Abdul Kalam, Indiens tidigare president (2002-2007).

Jan-Åke Gustafsson, född 4 augusti 1943, är en svensk professor samt grundare av och tidigare föreståndare för Center of Nuclear Receptors and Cell Signaling vid University of Houston i Houston, Texas, USA. 

## Biografi
Gustafsson disputerade vid Karolinska institutet 1968, följt av en läkarexamen vid samma institut 1971.
I mitten av 1990-talet upptäckte en forskargrupp under Gustafssons ledning en andra kärnreceptor för det kvinnliga könshormonet östrogen, kallad ER-beta. Denna spelar en central roll i hjärnans och lungornas funktion och i immunförsvaret.
Idag utvecklas läkemedel som använder sig av denna tidigare okända östrogenreceptor för att bekämpa en rad sjukdomar, inklusive bröstcancer, prostatacancer och lungcancer.
Han har innehaft två parallella professurer: Robert A Welchs professur i biologi och biokemi (80%) vid Institutionen för biologi och biokemi, University of Houston, samt en professur i medicinsk näringslära (20%) vid Institutionen för biovetenskaper och näringslära, Karolinska institutet.
Gustafsson har under lång tid varit en av de forskare som fått de högsta forskningsanslagen i Sverige. Han har också tilldelats flera vetenskapliga internationella och nationella pris och hedersdoktorat, bland annat det Nordiska Fernströmpriset, även kallat "Lilla Nobelpriset".
Gustafsson är initiativtagare till Novum Forskningspark och var en av de drivande krafterna bakom lokaliseringen av Södertörns högskola till Huddinge kommun.
Det var Gustafssons arbete med att etablera och utveckla Novum Forskningspark, tillsammans med hans vetenskapliga meriter, som ledde delstaten Texas regering till att 2009 rekrytera honom för etablerandet och ledandet av Center of Nuclear Receptors and Cell Signaling vid University of Houston i Houston.
Gustafssons vetenskapliga publicering har (2024) enligt Scopus drygt 126 000 citeringar och ett h-index på 158.

### Börsaktiebolaget Karo Bio
Gustafsson är grundare, delägare, styrelseledamot och vetenskaplig konsult till börsaktiebolaget Karo Bio AB (2016 namnändrat till Karo Pharma), ett bioteknikföretag med bas i Novum Forskningspark. Han är också koordinator för det EU-finansierade forskningsnätverket CASCADE.

### Familj
Gustafsson är särbo med Leni Björklund, som är socialdemokratisk politiker.

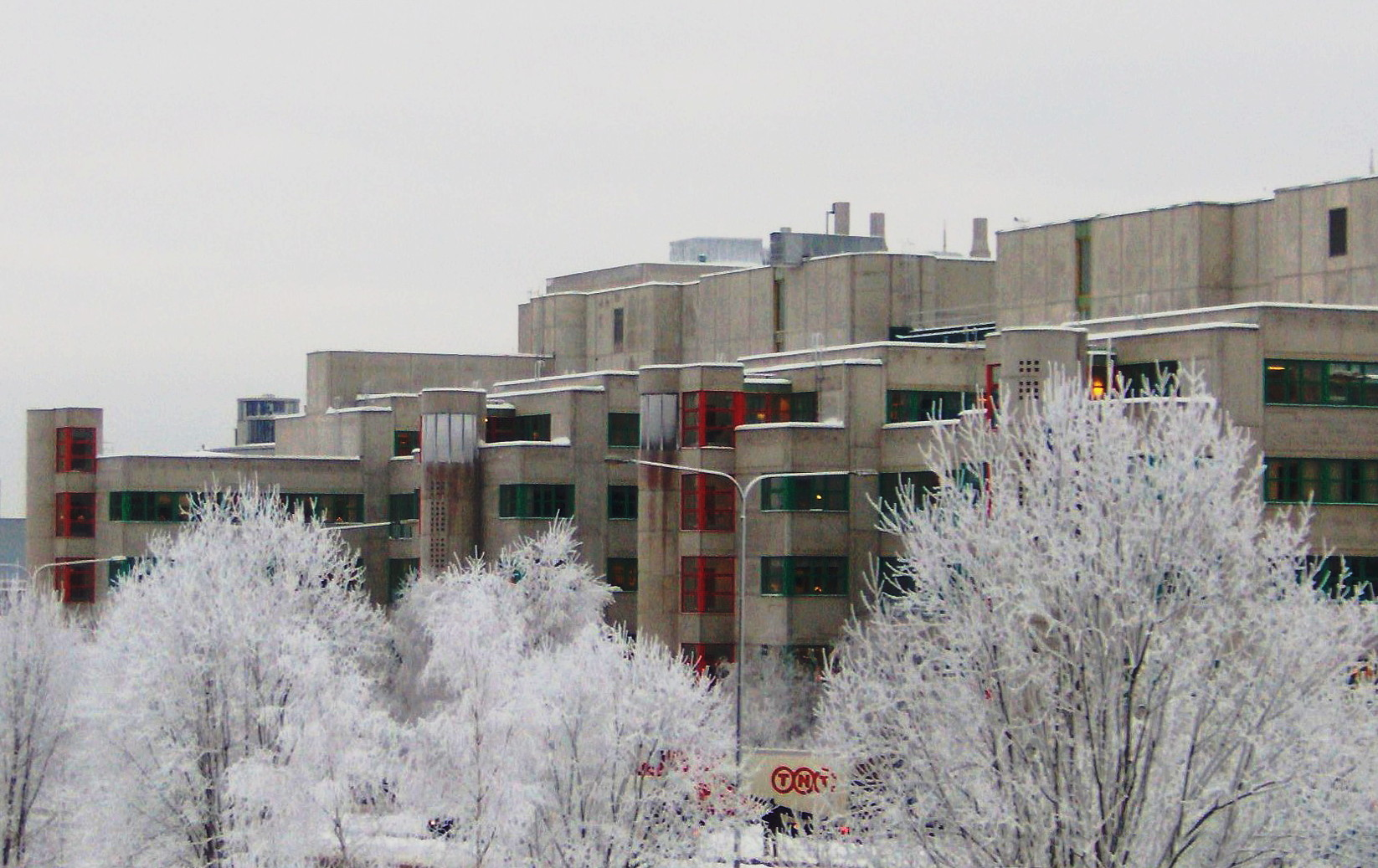
Novum Forskningspark i vinterskrud.

## Medlemskap
Jan-Åke Gustafsson är medlem i Kungliga vetenskapsakademin sedan 1997 och Kungliga ingenjörsvetenskapsakademien sedan 1998. Han är utländsk hedersmedlem i American Academy of Arts and Sciences sedan 2000 och i US National Academy of Sciences sedan 2002 Han är medlem i Nobelförsamlingen vid Karolinska institutet och var dess ordförande 2002–2004.
Gustafsson sitter med i styrelsen för flera ledande internationella vetenskapliga tidskrifter, bland annat Steroids, The Journal of Steroid Biochemistry and Molecular Biology, Molecular Endocrinology, Breast Cancer Research and Treatment, The Prostate, Anticancer Research, Japanese Journal of Cancer Research, Journal of Molecular Medicine, Molecular Pharmacology, Cell Metabolism, Experimental Biology and Medicine and the International Journal of Oncology.

## Utmärkelser
- Hedersdoktor i medicin, Åbo universitet, Finland, 2011[9].

- Nordiska Fernströmpriset, 2009

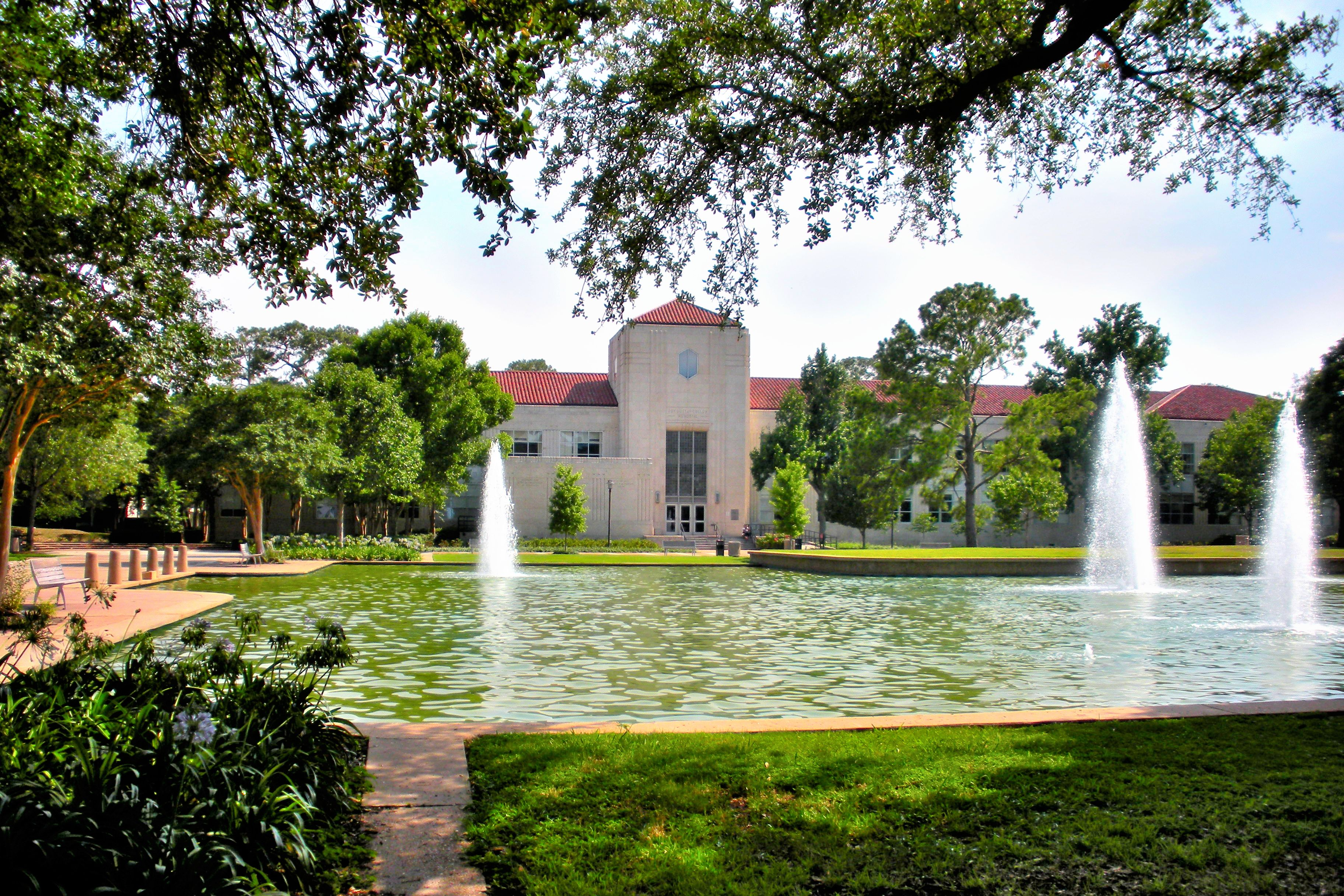
Jan-Åke Gustafsson innehar Robert A Welchs professur i biologi och biokemi vid University of Houston och är grundare av dess Center of Nuclear Receptors and Cell Signaling.

- Hedersdoktor i medicin och farmaceutisk kemi, Universitetet i Milano, Milano, Italien, 2008
- Hedersprofessor, Pekings Universitet, Peking, Folkrepubliken Kina, 2008
- Honorary Professor, University of Chongqing, Chongqing, Folkrepubliken Kina, 2007
- Descartes pris för framstående vetenskapliga bidrag, 2005
- Bristol-Meyers Squibb / Mead Johnson Award for Nutrition Research, 2004
- Utländsk hedersmedlem, United States National Academy of Sciences, USA, 2002
- Fred Conrad Koch Award från Endochrine Society, USA, 2002
- Utländsk hedersledamot, American Academy of Arts and Sciences, USA, 2000
- Lorenzinis guldmedalj, Lorenzinistiftelsen, Milano, Italien, 2001
- European medal, British Society for Endochrinology, Storbritannien, 2000
- Fogarthy Scholar, National Institutes of Health, USA, 1999
- Söderbergska priset, 1998